# Peter Thorup
Peter Eiberg Thorup (14. december 1948 i Søllerød – 3. august 2007 i Rønne) var guitarist, sanger, fløjtenist, komponist og producer. Peter Thorup opnåede gennem sin karriere at blive et ikon på den danske blues-scene, dels i kraft af sit guitarspil, dels i kraft af sin særprægede sangstemme.
Han fik sit gennembrud med det soul- og blues-inspirerede band Beefeaters, som han var med til at stifte som 18-årig. Senere slog han følge med den britiske bluesmusiker Alexis Korner, som turnerede i Skandinavien, og de spillede sammen i en årrække både som duo og i forskellige konstellationer. Den første hed New Church, som bl.a. var opvarmningsband for Rolling Stones, da de spillede gratiskoncert i Hyde Park, London, den 5. juli 1969. Derefter dannede de big band-ensemblet CCS (forkortelse af The Collective Consciousness Society, hvilket kan oversættes med "Den kollektive bevidstheds selskab"). CCS fik flere hits; bl.a. en udgave af Led Zeppelins Whole Lotta Love, som senere blev brugt som kendingsmelodi til BBC's Top of the Pops i flere år. Thorup og Korners sidste band var Snape, som de dannede i 1973 sammen med musikere fra bandet King Crimson.
Omkring 1976 vendte Peter Thorup tilbage til Danmark, hvor han bl.a. indledte samarbejde med Povl Dissing og Sebastian. Et af karrierens højdepunkter nåede Thorup med albummet Rejsen til Kina i 1978, en serie musikalske fortolkninger af Tom Kristensens digte fra hans rejse til Kina.
Peter Thorup holdt fast i den ægte blues-tradition, men tog også afstikkere til rock'n'roll og pop. I sidstnævnte kategori fungerede han også som producer på mange danske plader. Det store publikum vandt han med Skibe uden sejl (originaltitel: Islands in the stream), en duet med sangerinden Anne Grete Rendtorff i 1984. Denne indspilning gav ham en revival i 80'erne, hvor han også skrev titelnummeret til tv-serien Måske i morgen.
I 1990'erne var der igen stille omkring Peter Thorup, men han var dog stadig aktiv på live-fronten. Han stod bl.a. i en periode for jazz/blues-vokalen i Niels Jørgen Steen's A-team. Thorup medvirker på orkestrets cd fra 1994.
I 2004 kom den første udgivelse i 17 år fra Peter Thorup, Ku' Det Tænkes?, lavet i samarbejde med Thor Backhausen. Samme år fik han prisen som "Årets Blues Navn" i forbindelse med Copenhagen Blues Festival.
Så sent som i 2007 kunne han høres på landets spillesteder sammen med guitaristen Ole Frimer, et samarbejde der bl.a. afkastede en julesingle i 2005 og en live-cd i 2006.

## Diskografi
- I’m wild about you (single) Blackpools, 1965.
- Beefeaters (LP) Beefeaters, 1967.
- Meet You There (LP) Beefeaters, 1969 (Genudsendt på CD).
- Wake Up Your Mind (LP) Solo, 1970 (Genudsendt på CD).
- The New Church (LP) New Church/Alexis Korner, 1970.
- CCS (LP) CCS/Alexis Korner, 1970.
- CCS 2 (LP) CCS/Alexis Korner, 1972.
- The Best Band in the Land (LP) CCS/Alexis Korner, 1973.
- Snape (LP) Snape, 1974.
- Accidently born in New Orleans (LP) Snape, 1975.
- The Best of CCS (LP) CCS/Alexis Korner, 1977.
- Rejsen til Kina (LP) Solo, 1978 (Genudsendt på CD).
- Thin Slices (LP) Peter Thorup Trio, 1978.
- Gamle Sange – I live (LP) Dissing & Thorup, 1979 (Genudsendt på CD).
- 16 Tons (På Midtfyn-Live) Den Benhårde Trio, 1979.
- Yderst Ude (LP) Dissing, Thorup, Gudman, Knut, 1980.
- Noget om Peter Thorup og Halfdan Rasmussen (LP) Solo, 1981.
- Digte af Emil Aarestrup (LP) Solo, 1982.
- Tre Kolde (LP) Den Benhårde Trio, 1983.
- Verden er gal (LP), Anne Grete med Peter Thorup, 1987.
- Thorup 16 Tons Trio (LP) Peter Thorup Trio, 1987, (Genudsendt på CD).
- Ku’ Det Tænkes? (CD) Peter Thorup med Thor Backhausen, 2004.
- Glade Jul (single) Peter Thorup & Ole Frimer, 2005.
- På stedet (Live-CD) Peter Thorup & Ole Frimer, 2006.